# غرانت تيرني
غرانت تيرني (بالإنجليزية: Grant Tierney)‏ هو لاعب كرة قدم بريطاني في مركز الدفاع، ولد في 11 أكتوبر 1961 في فلكرك في المملكة المتحدة. لعب مع دونفرملين أثلتيك.

## وصلات خارجية
- غرانت تيرني على موقع قاعدة بيانات كرة القدم.إي يو (الإنجليزية)
- غرانت تيرني على موقع Soccerbase.com (لاعب) (الإنجليزية)